# Primark
Primark este un retailer de imbrăcăminte din Irlanda. Compania a fost înființată în 1969. În 2021 Primark a avut 71.000 de angajați, lucrând în 398 de magazine din 15 țări. Compania a deschis primul magazin în România pe 15 decembrie 2022, la București. În data de 20 iunie 2023, Primark a deschis al doilea magazin în Afi Palace Cotroceni, iar în 2024 a deschis al treilea magazin în Iulius Town Timișoara.